# Bredgade (Herning)
 Der er for få eller ingen kildehenvisninger i denne artikel, hvilket er et problem. Du kan hjælpe ved at angive troværdige kilder til de påstande, som fremføres i artiklen.

Bredgade er en gade i Herning. Gaden er 500 meter lang og er gågade på hele strækningen.
Gaden starter ved Torvet og går i vestlig retning frem til krydset ved Møllegade/Fredensgade. Herefter fortsætter gaden som Vestergade. Af sidegader er der Bryggergade, Skolegade, Citypassagen, Smallegade og Jyllandsgade.
Bredgade var tidligere den vigtigste gade i Herning og dermed også voldsomt trafikeret, frem til åbningen af Dronningens Boulevard i 1979. Herefter gjorde man forsøg med at omdanne den til gågade, men først i 1982 blev den lukket helt for kørende trafik.